# Catocala fulminea
Catocala fulminea és una espècie de papallona nocturna de la subfamília Erebinae i la família Erebidae.

## Distribució
Es troba a Europa central, sud d'Europa, est d'Asia, i Sibèria.

## Descripció
Fa 44-52 mm d'envergadura alar.

## Plantes nutrícies
Les larves s'alimenten de Prunus, Crataegus, perers, i roures.

## Subespècies
- Catocala fulminea fulminea
- Catocala fulminea chekiangensis (Mell, 1933)
- Catocala fulminea kamuifuchi Ishizuka, 2009 (Japó: Hokkaido)

## Galeria

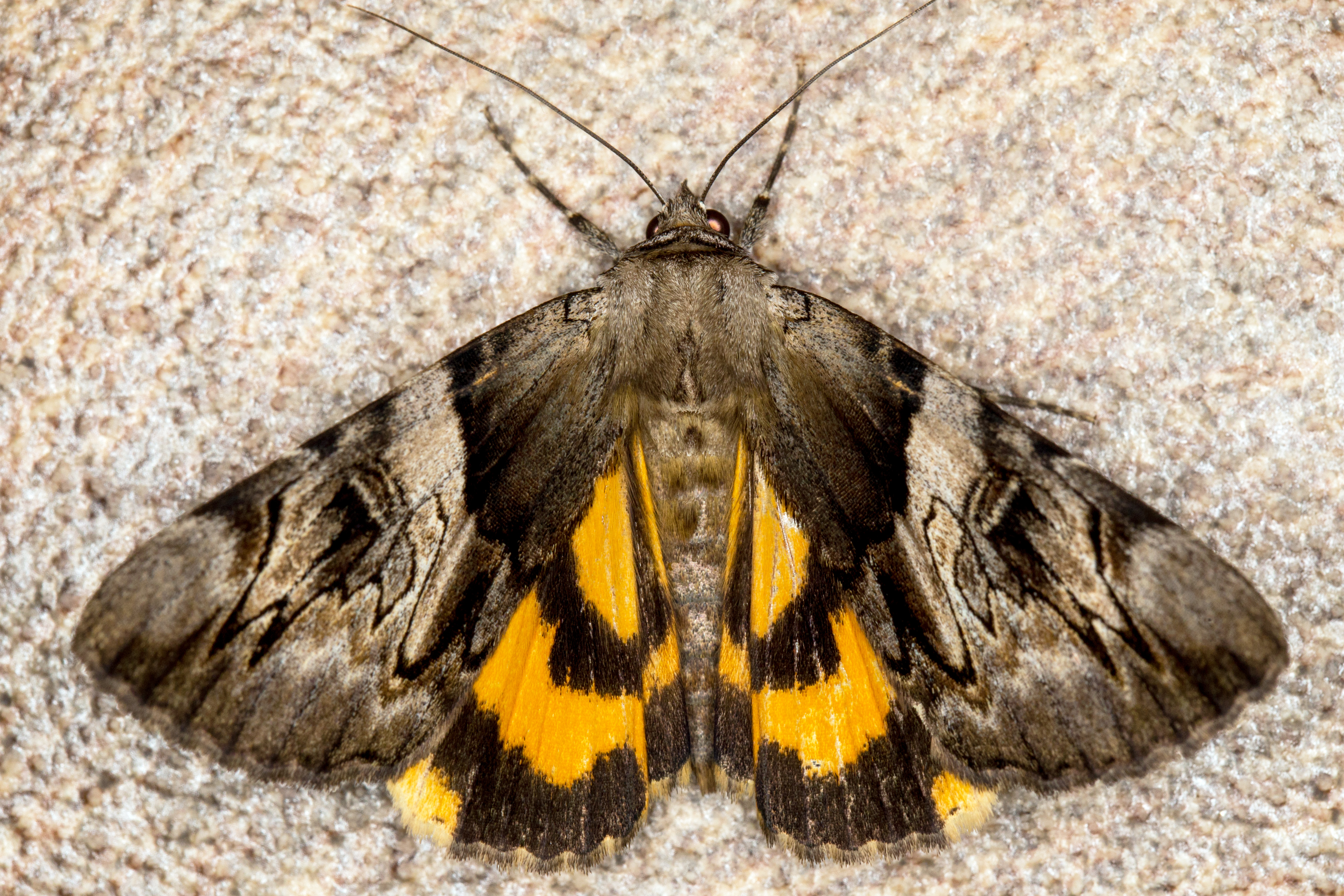
Catocala fulminea
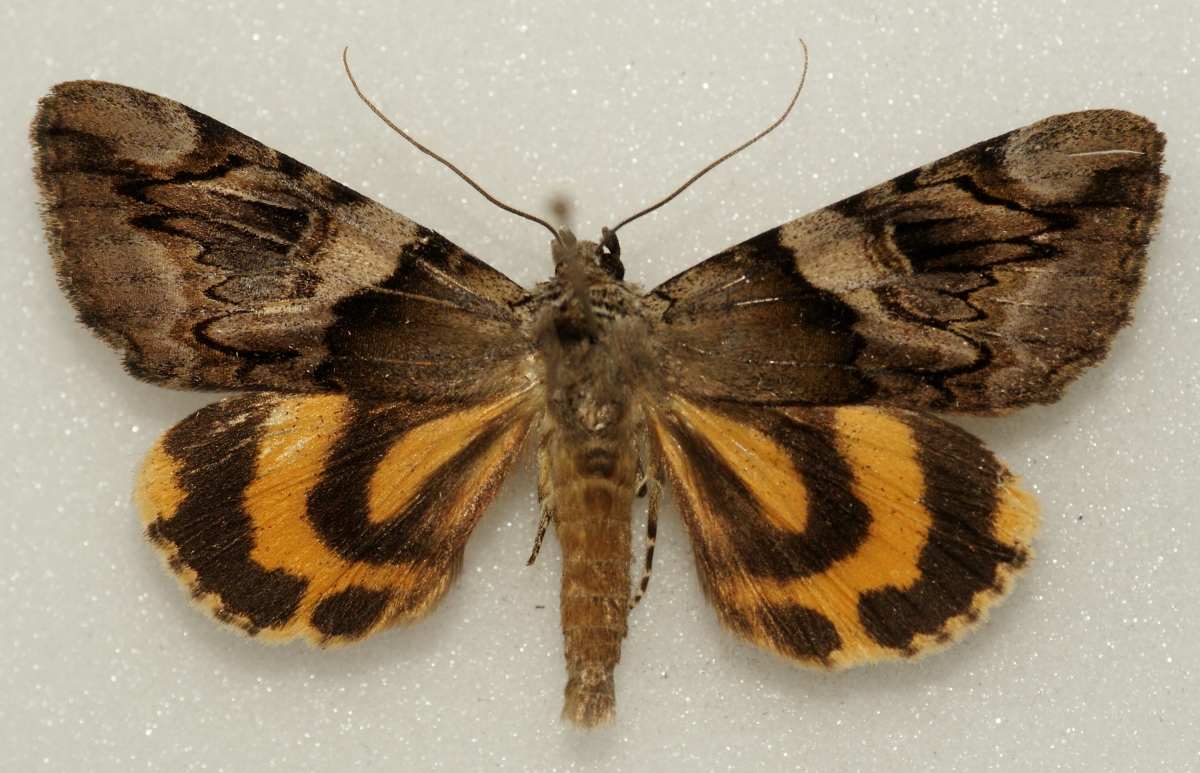
Catocala fulminea
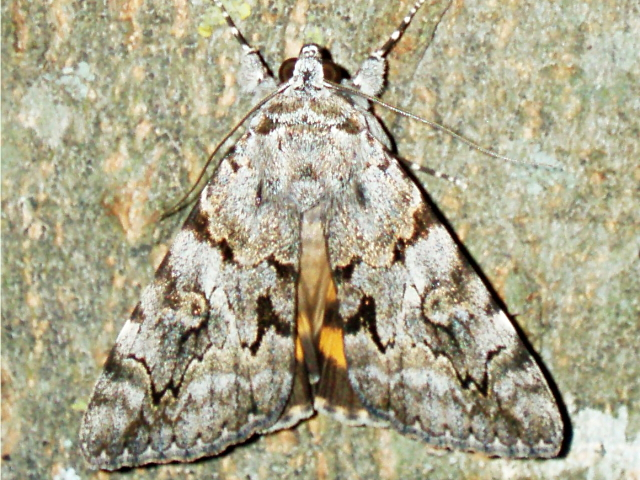
Catocala fulminea
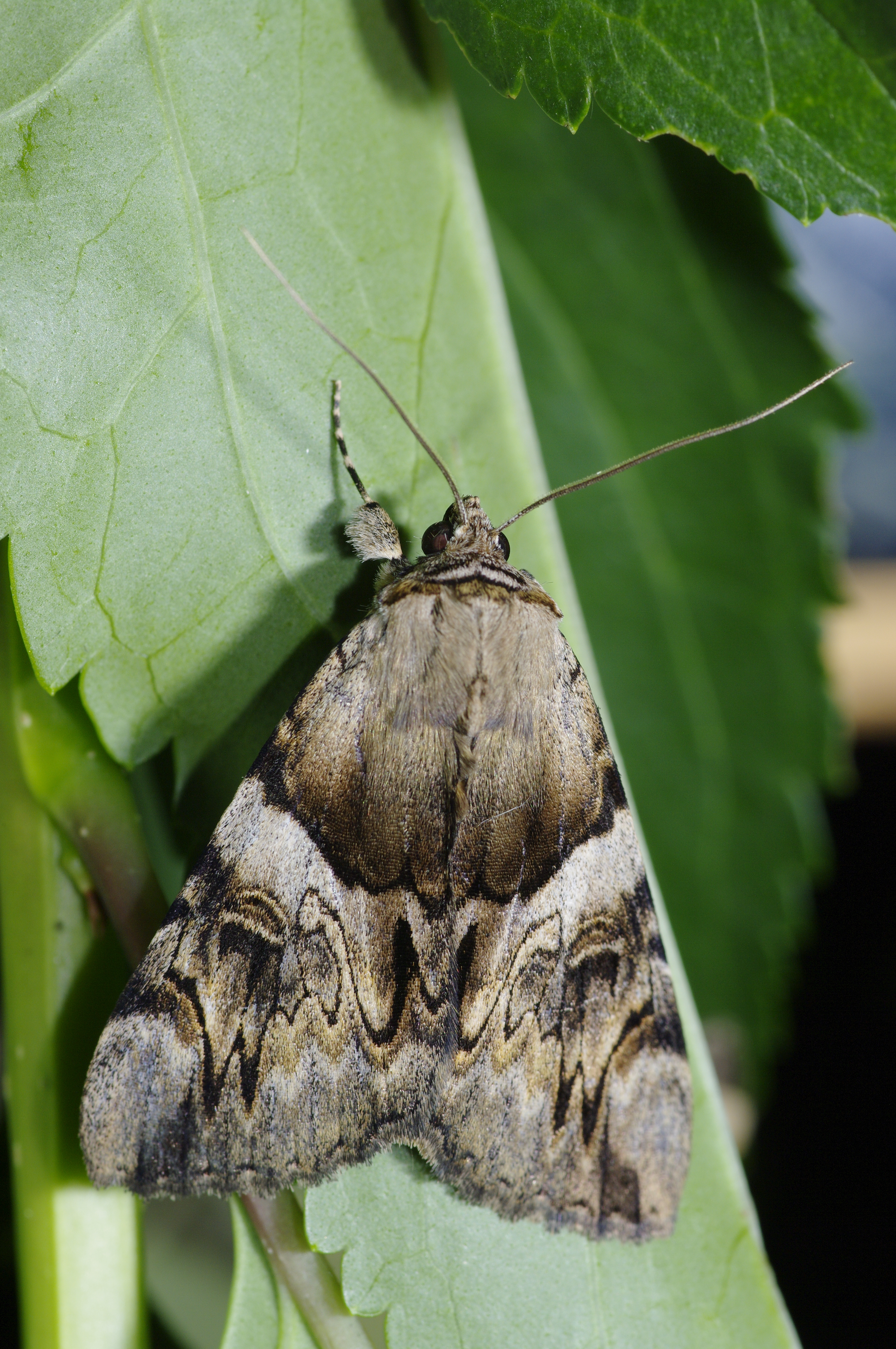
Catocala fulminea